# 石屋古墳
石屋古墳（いしやこふん）は、島根県松江市矢田町・東津田町にある古墳。1979年4月6日に国の史跡に指定された。

## 位置
松江市街地の東南東2.5キロ、標高30メートルの丘陵上にある方墳である。古墳は大橋川を見下ろす位置にある。西の宍道湖から東の中海へ流れ込む大橋川の下流には出雲地方でも大型に属する古墳が集中している。当地は水上交通の要所であり、『出雲国風土記』に登場する古代の渡し場「朝酌渡」も当地にあった。本古墳は、当地の航海権を掌握した豪族の墓所であろうと推定されている。築造年代は出土土器から5世紀後半とみられる。

## 調査の経緯
1978年、当地での住宅団地の造成に際し、埴輪片が多数見つかり、古墳の存在することが判明した。墳丘の西側は造成予定地に入っていた。すでに造成工事が始まってからの古墳発見だったため、保存が危ぶまれたが、島根県と松江市が文化庁と相談の結果、古墳を国の史跡に指定し、土地を公有化する方向で話がまとまった。1978年度に古墳の規模形状確認のための調査が実施され、1979年4月6日付けで国の史跡に指定された。

## 構造
自然の丘陵を切削加工し、盛土して築造した方墳で、墳丘は一辺が約40メートル、高さが平均7.5メートルである。墳形は子細にみると、北辺よりも南辺がやや長く、前者が37.5メートル、後者が42メートルである。このため、平面は正方形ではなく、やや南西方向に開いた形になる。
墳丘は2段造成で、段の部分には葺石があり、葺石の間から多数の円筒埴輪が出土した。葺石はほとんどが地元で大海崎石（おおみさきいし）と呼ばれる安山岩であり、松江城の石垣に用いられたものと同種である。1978年度の調査は古墳の規模、墳丘の形状を確認することが目的であったため、主体部（埋葬施設）については調査が行われておらず未詳である。
北辺と南辺には空濠を設ける。また、濠に張り出す形で、北辺・南辺ともに造り出しがある。北の造り出しが中軸線上に位置するのに対し、南の造り出しは墳丘裾の西寄りにある。このような非対称の墳形はあまり例をみない。古墳北側には墳丘裾から5.5メートルほど離れたところに東西方向に伸びる石列があるが、これも他に例をみないものである。

## 出土品

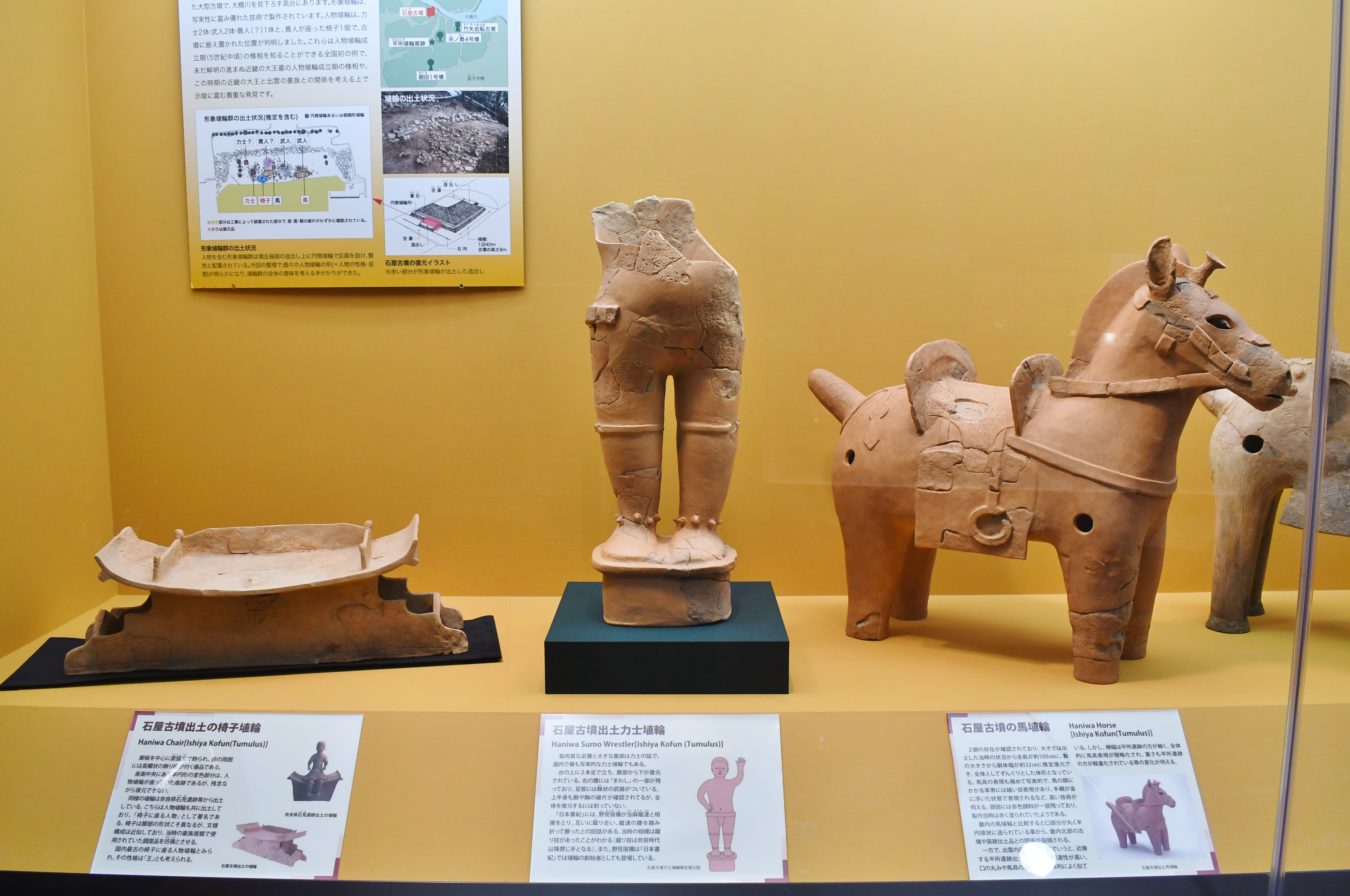
形象埴輪群島根県立八雲立つ風土記の丘展示学習館展示。

北の造り出しからは、人物、馬、器物（盾、靫）などの形象埴輪片が多数出土した。他に土師器、須恵器、円筒埴輪も出土しており、この場所ではなんらかの葬送儀礼が行われたとみられる。形象埴輪には、赤や緑の顔料を塗布したものがある。いっぽう、南の造り出しからは、円筒埴輪片若干が出土したのみで、形象埴輪が並べられた形跡はない。したがって、南の造り出しは歌舞音曲を演じる等の目的で使用されたとみられる。
島根県古代文化センターでは、1978年の調査で北造り出し部から出土した、多量の埴輪片の再整理・復元を進めていた。その結果、日本最古とみられる力士埴輪のほか、倚坐人物、家形、蓋（きぬがさ）など、従来の調査では知られていなかった種類の埴輪が存在することが、2012年3月に発表された。
従来、多様な形象埴輪は、5世紀に畿内の大型前方後円墳で登場したとされていたが、同じ頃に出雲でもさまざまな埴輪が作られていたことがわかった。島根県古代文化センターでは、大仙古墳（伝仁徳天皇陵）のような初期の人物埴輪が出土する畿内の大型古墳の造営にも出雲の豪族が関与していた可能性があるとしている。

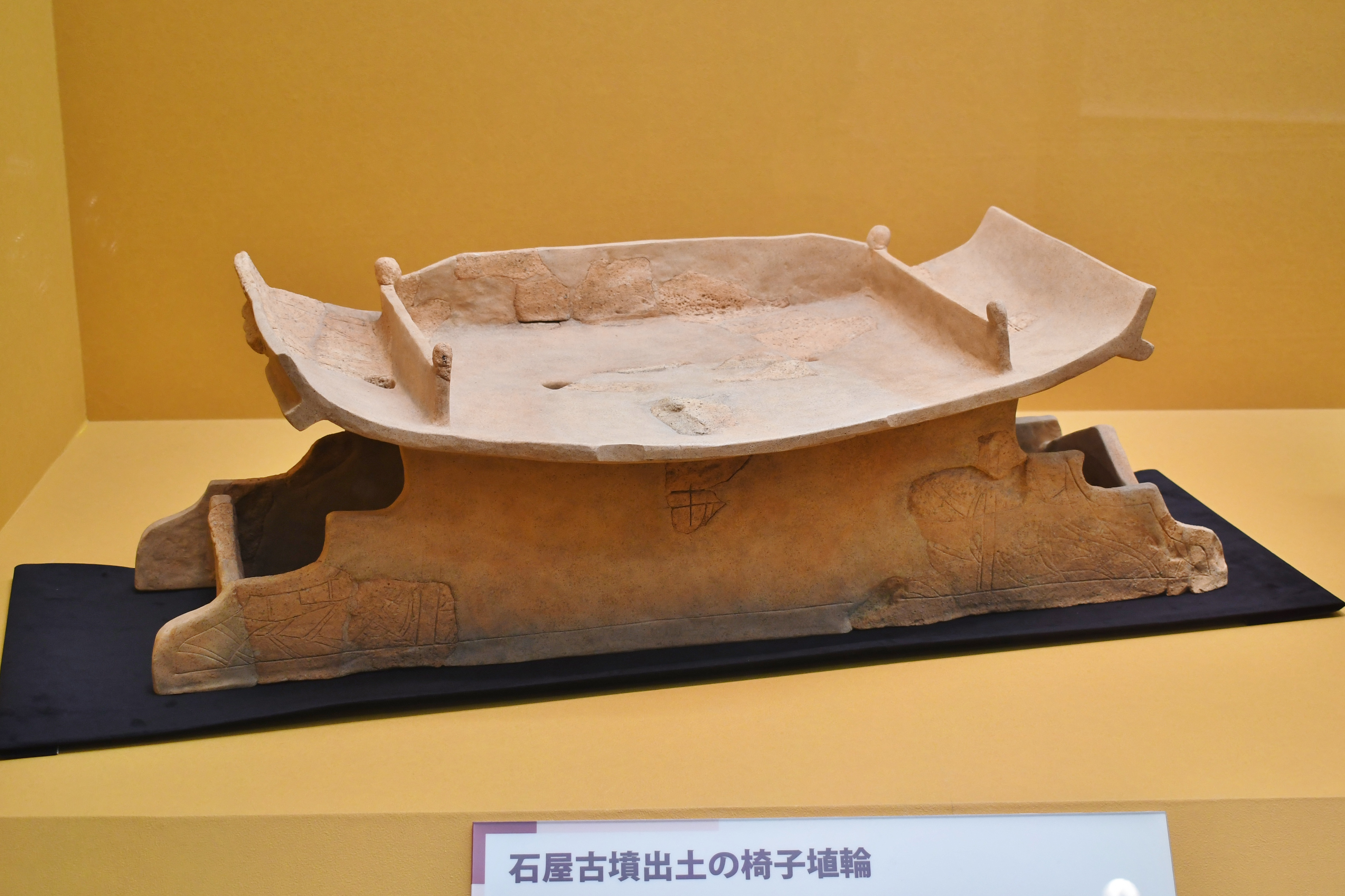
椅子形埴輪
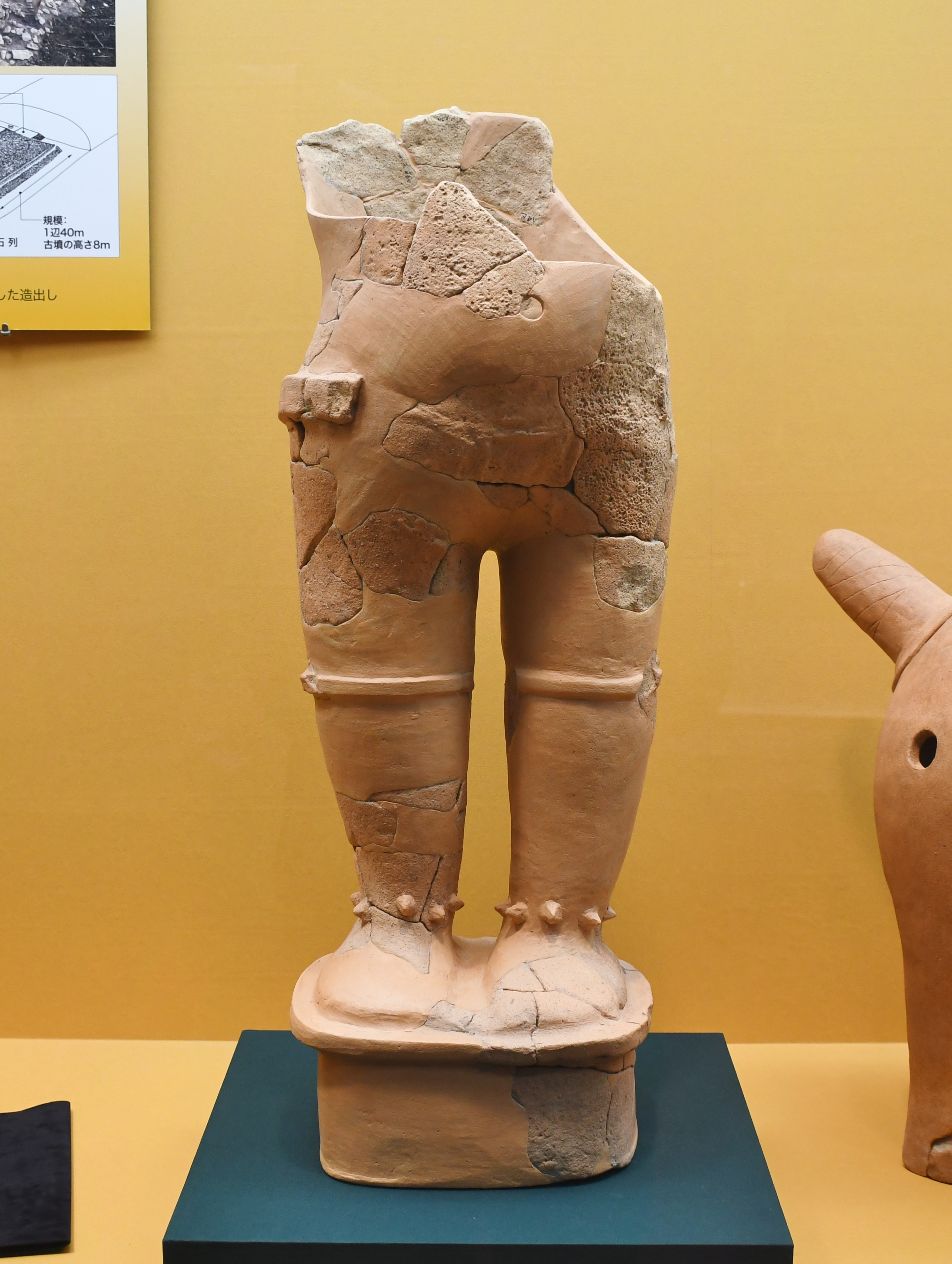
力士埴輪
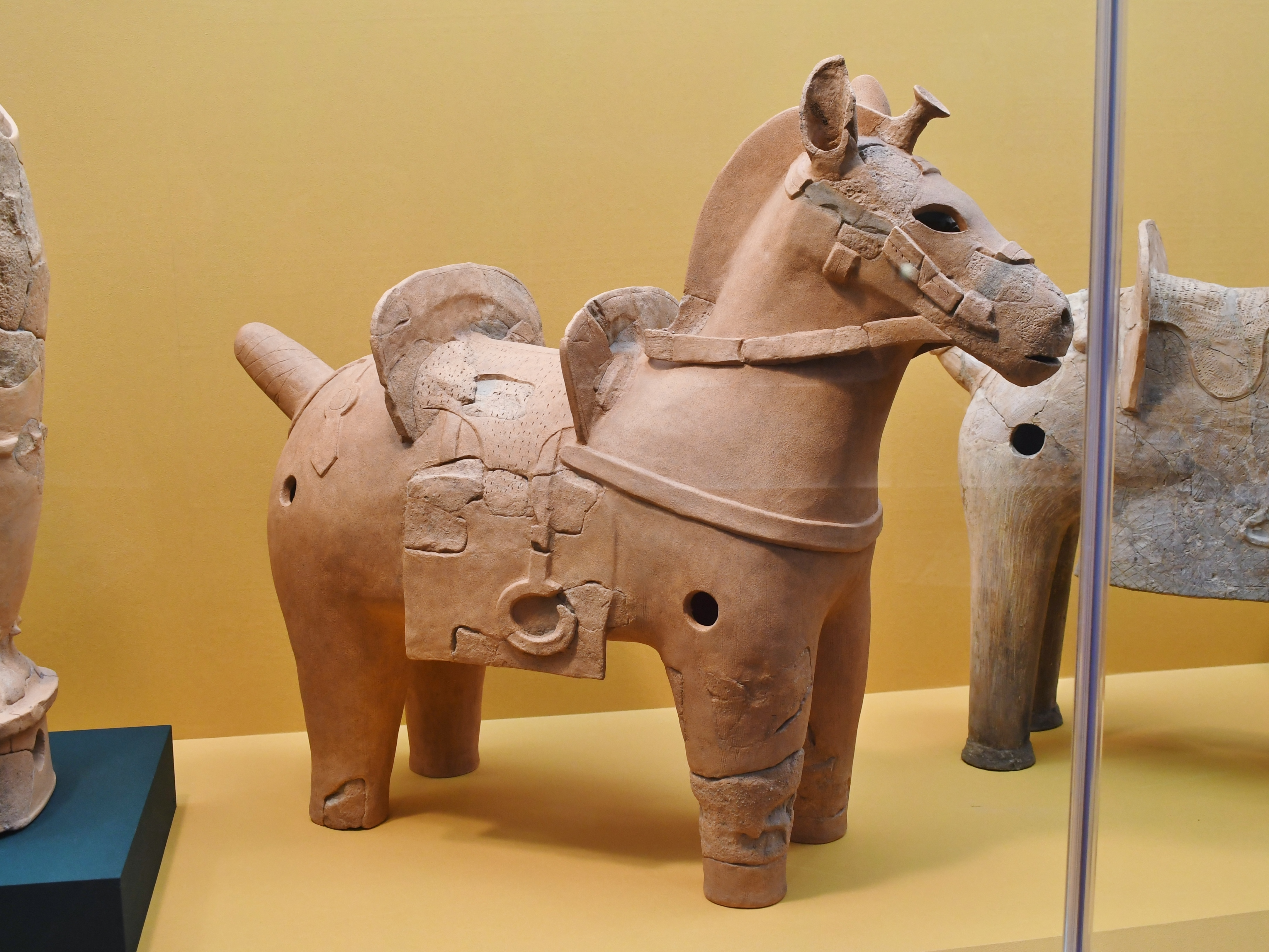
馬形埴輪
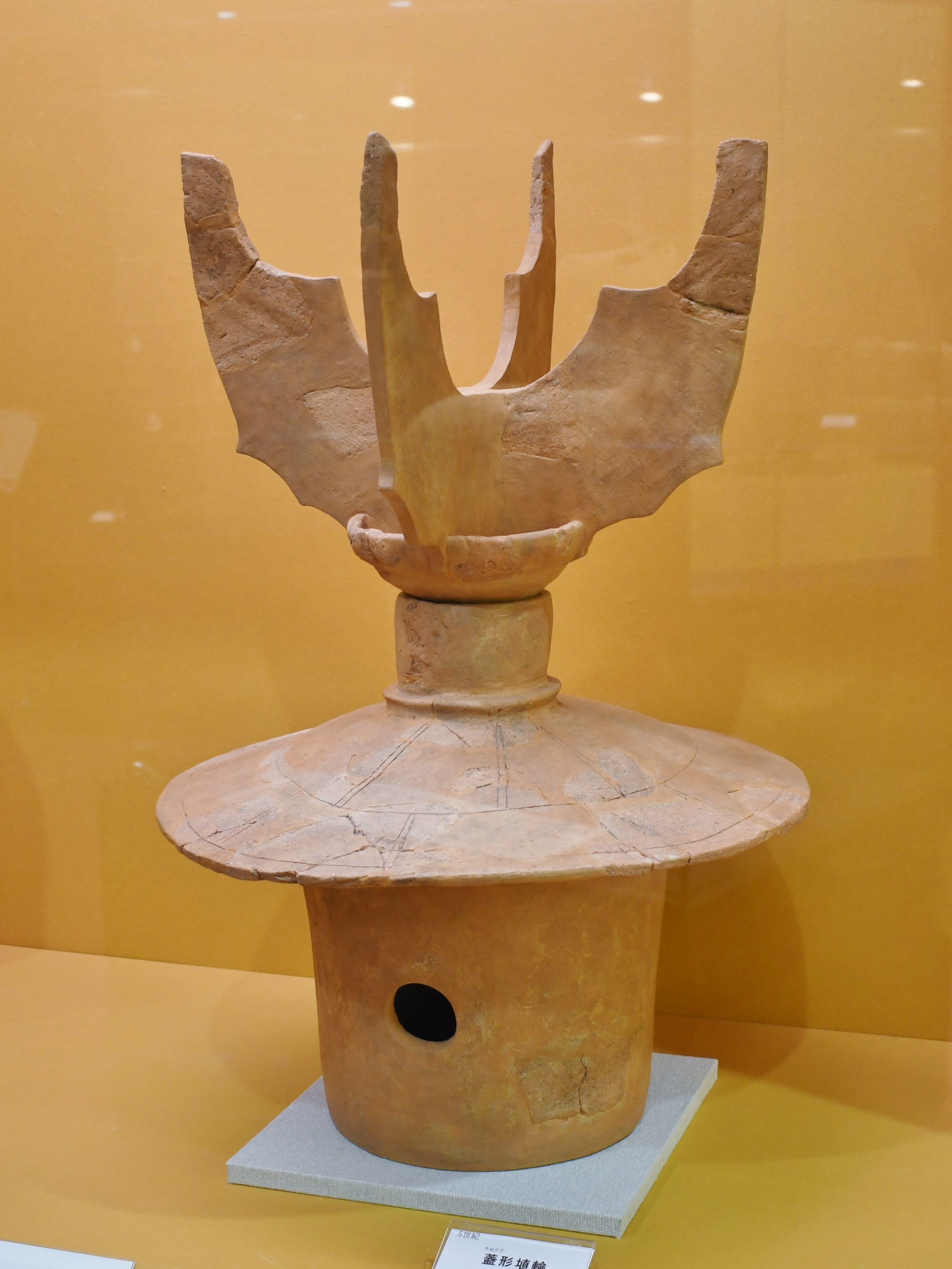
蓋形埴輪
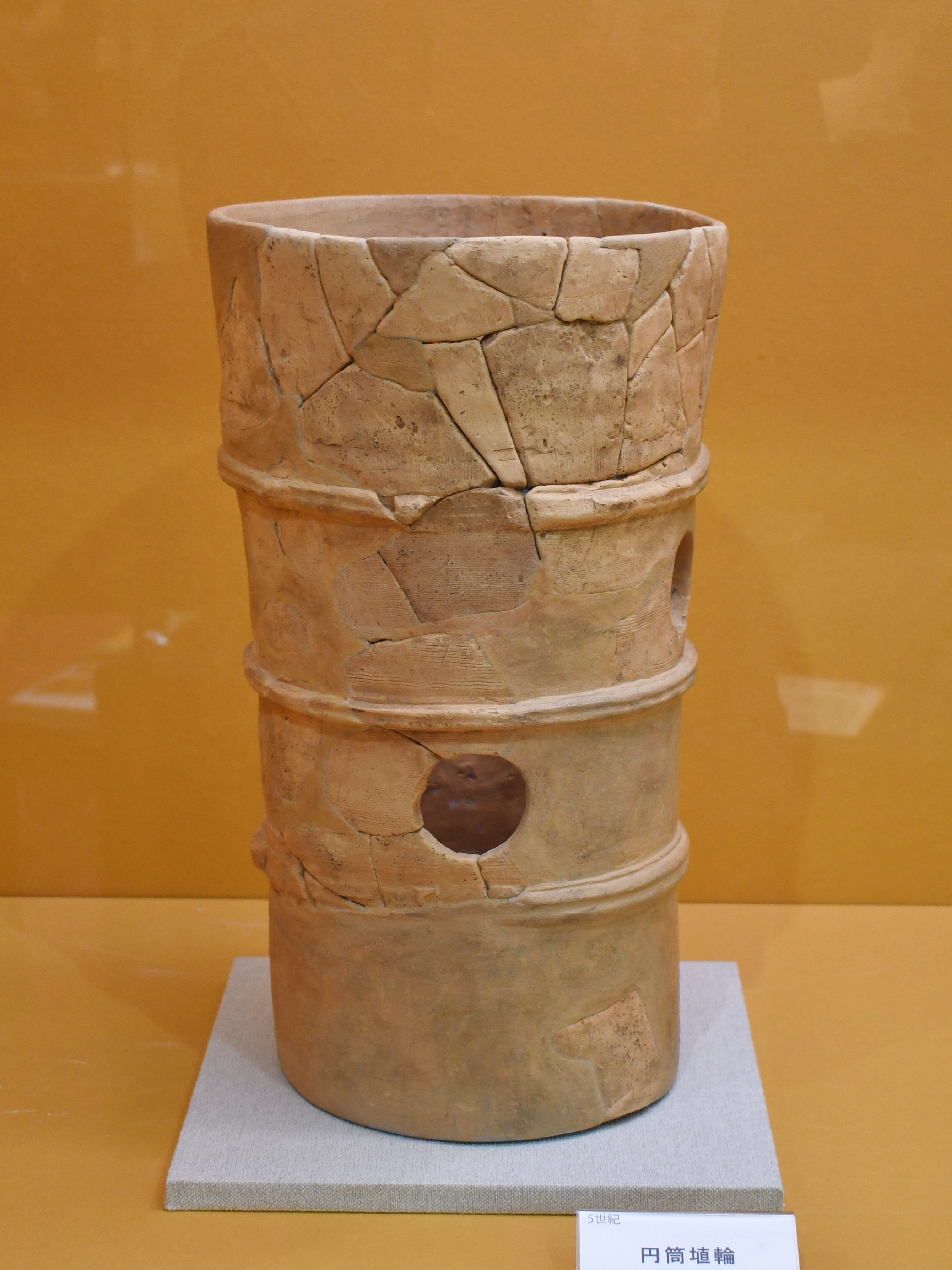
円筒埴輪